# Julius Fichter
Julius Fichter (ur. 9 listopada 1891, zm. 13 grudnia 1918) – niemiecki as myśliwski z czasów I wojny światowej z 7 potwierdzonymi zwycięstwami powietrznymi.
Od 1913 roku służył w 14 Pułku Artylerii Polowej (Feldartillerie-Regiment Großherzog (1. Bad.) Nr. 14 (Karlsruhe)). Bezpośrednio po wybuchu wojny walczył we Francji, a następnie w Rosji. Do lotnictwa wstąpił 1 lutego 1916 roku i został przydzielony do Kagohl 5 do Kasta 29 w lipcu 1916 roku. We wrześniu został przeniesiony do Kasta 26, gdzie odniósł pierwsze zwycięstwo powietrzne. 22 września zestrzelił samolot Vickers.
W listopadzie 1916 roku został skierowany na szkolenie pilotażu jednomiejscowych samolotów myśliwskich. Po miesiącu szkolenia został przydzielony do Jagdstaffel 22. W jednostce odniósł kolejne dwa zwycięstwa. Od 27 stycznia 1918 roku został przeniesiony do Jagdstaffel 67. Objął dowództwo jednostki, które sprawował do zakończenia wojny. W Jasta 67 odniósł jeszcze 3 potwierdzone i jedno niepotwierdzone zwycięstwo (w tym jeden balon obserwacyjny).
Po zakończeniu wojny został skierowany do Fliegerersatz Abteilung Nr. 8 w Grudziądzu. 13 grudnia 1918 roku zmarł na grypę. Został pochowany w rodzinnym mieście Karlsruhe.

## Odznaczenia
- Krzyż Żelazny I Klasy
- Krzyż Żelazny II Klasy